# دوروثي أرنولد
دوروثي أرنولد (بالإنجليزية: Dorothy Arnold)‏ (21 نوفمبر 1917 - 13 نوفمبر 1984)، ممثلة سينمائية أمريكية بدأت مجالها الفني في عام 1937 واعتزلت التمثيل عام 1957 . تزوجت من لاعب الكرة الامريكي جو ديماجيو في 19 نوفمبر عام 1939 , وتوفي زوجها لاحقا بسبب سرطان الرئه , وتوفيت بعدها في بالم سبرينجس , كالفوريا بالولايات المتحده الامريكية.

## روابط خارجية
- دوروثي أرنولد على موقع IMDb (الإنجليزية)
- دوروثي أرنولد على موقع أول موفي (الإنجليزية)
- Dorothy Arnold على موقع فايند أغريف